# One Week Friends
Isshuukan Friends (яп. 一週間フレンズ。 иссю:кан фурэндзу., букв.«Друзья на неделю») — манга, написанная и проиллюстрированная Маття Хадзукой. Публикация манги началась в январе 2012 года в журнале Gangan Joker издательства Square Enix. В апреле 2014 года манга была адаптирована студией Brain's Base в аниме-сериал.

## Сюжет
Ученик старший школы Юки Хасэ замечает, что его одноклассница Каори Фудзимия всегда одна и не имеет друзей. После знакомства, Каори рассказывает, что она теряет все воспоминания о своих друзьях каждый понедельник. Узнав об этом, Юки хочет становиться её другом каждую неделю.

## Персонажи
Юки Хасэ (яп. 長谷 祐樹 Хасэ Ю:ки) — ученик второго класса старшей школы. Хочет подружиться с Каори. Он слаб в математике.
Сэйю: Ёситака Ямая
Каори Фудзимия (яп. 藤宮 香織 Фудзимия Каори) — одноклассница Юки. Она каждую неделю забывает друзей.
Сэйю: Сора Амамия
Сёго Кирю (яп. 桐生 将吾 Кирю: Сё:го) — лучший друг Юки.
Сэйю: Ёсимаса Хосоя
Саки Ямагиси (яп. 山岸 沙希 Ямагиси Саки) — одноклассница Каори, Хасэ и Кирю. Первая подошла к Фудзимии и предложила ей дружбу, сказав, что она тоже очень забывчивая.
Сэйю: Руми Окубо

## Манга

### Список томов
| № | Дата публикации      | ISBN                   |
| - | -------------------- | ---------------------- |
| 1 | 22 июня 2012 года    | ISBN 978-4-7575-3633-3 |
| 2 | 22 ноября 2012 года  | ISBN 978-4-7575-3796-5 |
| 3 | 27 апреля 2013 года  | ISBN 978-4-7575-3953-2 |
| 4 | 22 ноября 2013 года  | ISBN 978-4-7575-4137-5 |
| 5 | 22 марта 2014 года   | ISBN 978-4-7575-4256-3 |
| 6 | 22 июля 2014 года    | ISBN 978-4-7575-4361-4 |
| 7 | 22 февраля 2015 года | ISBN 978-4-7575-4434-5 |

## Аниме
Аниме производства студии Brain’s Base и режиссёра Таро Ивасаки, начало транслироваться на Tokyo MX 6 апреля 2014 года. Опенингом стала композиция Niji no Kakera (яп. 虹のかけら) в исполнении Нацуми Кон, а эндингом композиция Kanade (яп. 奏) в исполнении Соры Амамии. Аниме было лицензировано Sentai Filmworks в Северной Америке.
Аниме заняло первое место в опросе на лучшее аниме весны 2014 проведённого сайтом Charapedia.

### Список серий
| № серии | Название                                                                              | Трансляция в Японии |
| ------- | ------------------------------------------------------------------------------------- | ------------------- |
| 1       | Первые шаги. «Томодати но хадзимари.» (友達のはじまり。)                              | 6 апреля 2014 года  |
| 2       | Прогулка с другом. «Томодати то но сугосиката.» (友達との過ごし方。)                  | 13 апреля 2014 года |
| 3       | Друзья друзей. «Томодати но томодати.» (友達の友達。)                                 | 20 апреля 2014 года |
| 4       | Ссора друзей. «Томодати то но кэнка.» (友達とのけんか。)                              | 27 апреля 2014 года |
| 5       | Новые друзья. «Атарасии томодати.» (新しい友達。)                                     | 4 мая 2014 года     |
| 6       | Мамы друзей. «Томодати но хахаоя.» (友達の母親。)                                     | 11 мая 2014 года    |
| 7       | Друзья «Ах». «'Хо' но томодати.» (「ほっ」の友達。)                                   | 18 мая 2014 года    |
| 7       | Друзья «Фух». «'Фу:' но томодати.» (「ふぅ」の友達。)                                 | 18 мая 2014 года    |
| 8       | На пляже с друзьями. «Томодати то уми.» (友達と海。)                                  | 25 мая 2014 года    |
| 9       | Последний день с друзьями. «Томодати то но сайсю:-би.» (友達との最終日。)             | 1 июня 2014 года    |
| 10      | Друзья и друзья. «Томодати то томодати.» (友達とトモダチ。)                           | 8 июня 2014 года    |
| 11      | Важные друзья. «Тайсэцуна томодати.» (大切なトモダチ。)                               | 15 июня 2014 года   |
| 12      | Я хочу, чтобы мы были друзьями. «Томодати ни наттэ кудасай.» (友達になってください。) | 22 июня 2014 года   |